# José Roberto López Londoño

Bischofswappen von José Roberto López Londoño

José Roberto López Londoño (* 30. Juni 1937 in Yalí; † 21. September 2018 in Medellín) war ein kolumbianischer Geistlicher und römisch-katholischer Bischof von Jericó.

## Leben
José Roberto López Londoño empfing nach seiner theologischen und philosophischen Ausbildung am Priesterseminar in Medellín am 26. August 1962 die Priesterweihe. An der Katholieke Universiteit Leuven studierte er Pädagogik und Spiritualität. Er war Präfekt, Lehrer und Rektor des Kleinen Seminars von Medellín, Direktor des Ausbildungshauses Paul VI. und Spiritual des Priesterseminars.
Papst Johannes Paul II. ernannte ihn am 24. Mai 1982 zum Weihbischof in Medellín und Titularbischof von Urbs Salvia. Die Bischofsweihe spendete ihm der Erzbischof von Medellín, Alfonso López Trujillo, am 3. Juli desselben Jahres; Mitkonsekratoren waren Hernando Velásquez Lotero, Bischof von Facatativá, und Rodrigo Arango Velásquez PSS, Weihbischof in Medellín. Als Wahlspruch wählte er Non ministrari sed ministrare. 
Am 9. Mai 1987 wurde er zum Bischof von Armenia ernannt. Am 7. Juli 2003 wurde er durch Johannes Paul II. zum Bischof von Jericó ernannt.
Am 13. Juni 2013 nahm Papst Franziskus sein aus Altersgründen vorgebrachtes Rücktrittsgesuch an.